# حسن مصطفى
حسن مصطفى (26 يونيو 1933 - 19 مايو 2015)، ممثل مصري.

## عن حياته
التحق بالمعهد العالي للفنون المسرحية. وتخرج فيها عام 1957. يعد أحد علامات المسرح الكوميدي. تدرّج في الحقل المسرحي من أول السلم حتى وصل إلى أعلى درجاته. عمل في فرقة إسماعيل يس والفنانين المتحدين. ومسارح التليفزيون. ومن أهم أعماله المسرحية. مسرحية مدرسة المشاغبين والعيال كبرت، والكدابين قوي وأصل وخمسة مع محمد نجم، وحواء الساعة 12، وسيدتي الجميلة مع الراحل فؤاد المهندس، قام بالعديد من المسلسلات التليفزيونية. كان أول من قدم المنوعات في التليفزيون. تزوج من الفنانة ميمي جمال في يوم 26 يونيو 1966  وأنجب منها ابنتين. عمل في الكوميديا في أغلب أدواره على المسرح وفي السينما. وغيّر في أدائه في فيلم يوميات نائب في الأرياف.

## أعماله

### من الأفلام
| - 1986: آه يا بلد آه - الحرام. - النيل والحياة - مطاردة غرامية. - العتبة جزاز. - سوق الحريم - الزواج على الطريقة الحديثة. - عفريت مراتي. - نص ساعة جواز. | - امرأة زوجي - أضواء المدينة - يوميات نائب في الأرياف. - نار الشوق - فيفا زلاطا. - مولد يا دنيا - الرجل الذي عطس. - غريب في بيتي. | - العذاب فوق شفاه تبتسم. - أفواه وأرانب - مرجان أحمد مرجان. - حسن ومرقص. - أرض النفاق. - أخطر رجل في العالم. | - معلش إحنا بنتبهدل. - الدادة دودي. - بنات العم. - إجازة غرام. |
| | | |                                                                |

### من المسلسلات
| - مفتش المباحث 1982. - أهلا بالسكان 1984. - بكيزة وزغلول. - أنا وأنت وبابا في المشمش. - رأفت الهجان. - ترويض الشرسة. | - من الذي لا يحب فاطمة - يوميات ونيس - الجزء الخامس والسادس. - عباس الأبيض في اليوم الأسود. - يوم عسل يوم بصل - يتربى في عزو. | - وتوالت الأحداث عاصفة - بدارة (مسلسل) - ياسين في مستشفى المجانين. - ليالي. - البحث عن الضحية. | ●البرارى والحامول - ملح الأرض. - العميل 1001. - شيخ العرب همام. - البخيل وأنا. - رجل آيل للسقوط. |

- أولاد الحلال (2009)
- إمام الدعاة (مسلسل)

### من المسرحيات
- حواء الساعة 12.
- أصل وصورة
- سيدتي الجميلة.
- مدرسة المشاغبين.
- العيال كبرت.
- الكدابين قوي.
- دو ري مي فاصوليا.
- عائلة عصرية جداً.

### من الأعمال التلفزيونية
- برنامج من غير كلام.

## وفاته
توفي الفنان حسن مصطفى عن عمر حوالى 82 عاما، وكان قد تعرض لأزمة صحية لمدة أسبوعين قبل وفاته، ووافته المنية صباح يوم الثلاثاء 19 مايو 2015.

## روابط خارجية
- حسن مصطفى على موقع IMDb (الإنجليزية)
- حسن مصطفى على موقع قاعدة بيانات الأفلام العربية
- حسن مصطفى على موقع قاعدة بيانات الفيلم (الإنجليزية)